# Tony Hurt
Anthony John „Tony” Hurt (ur. 30 marca 1946 w Auckland) – nowozelandzki wioślarz, dwukrotny medalista olimpijski oraz brązowy medalista mistrzostw świata.

## Kariera
Wystąpił na igrzyskach olimpijskich w Monachium w 1972, gdzie osada Nowej Zelandii w składzie: Tony Hurt, Wybo Veldman, Dick Joyce, John Hunter, Lew Wilson, Joe Earl, Trevor Coker, Gary Robertson i Simon Dickie (sternik) zdobyła złoty medal. W finale wyprzedzili osadę USA o 2,67 sekundy i osadę NRD o 2,73 sekundy. Był to pierwszy w historii złoty medal dla Nowej Zelandii w tej konkurencji oraz pierwszy złoty medal wywalczony przez reprezentację z półkuli południowej. Brał też udział w igrzyskach olimpijskich w Montrealu w 1976, gdzie nowozelandzka ósemka: Ivan Sutherland, Trevor Coker, Peter Dignan, Lew Wilson, Joe Earl, Dave Rodger, Alec McLean, Tony Hurt i Simon Dickie zajęła trzecie miejsce. W finale o 5,22 sekundy szybsza była osada NRD, a o 2,69 wyprzedziła ich osada Wielkiej Brytanii.
W ósemkach zdobył również brązowy medal na mistrzostwach świata w Lucernie (1974) oraz złoty na mistrzostwach Europy w Kopenhadze (1971).
Z zawodu był hydraulikiem. Poza tym zajmował się trenowaniem, był też działaczem w West End Rowing Club.